# Križevačka grkokatolička katedrala
Križevačka grkokatolička katedrala stolna je crkva Križevačke biskupije, koju čine vjernici istočnoga, bizantskoga obreda, među narodom poznatiji kao grkokatolici. Posvećena je Presvetom Trojstvu.
Crkvu su prvo koristili augustinci pa franjevci. Odlukom pape Pija VI., 17. lipnja 1777. u Križevcima osnovana je Križevačka biskupija za grkokatolike na prostoru Hrvatske, a Marija Terezija je zajedno s papom Pijom VI. dodijelila grkokatolicima Križevce za sjedište biskupije. Rečeni su grkokatolici bili prebjezi pred Turcima i smjestili su se većinom na prostoru Vojne krajine. Postojeća crkva postala je grkokatolička katedrala i biskupska rezidencija. Od 1801. godine, postupno je obnavljana, kako bi bila prilagođena potrebama biskupa i vjernika. Temeljita obnova i rekonstrukcija dogodila se od 1895. do 1897. po nacrtima austrijskog arhitekta Hermanna Bollea, koji je zaslužan za izgradnju mnogih građevina u Hrvatskoj. Katedrala je tada dobila neogotička obilježja.
Katedrala je jednobrodna crkva s tlorisom u obliku križa. Unutar katedrale, nalazi se vrlo vrijedan ikonostas sa slikama velikih hrvatskih slikara: Bele Čikoša Sesije, Ivana Tišova, Ferde Kovačevića, Celestina Medovića i dr., za što je zaslužan križevački biskup Julije Drohobeczky, veliki umjetnički mecena.
Dana 26. lipnja 2021. ikona Majke Božje Klokočovske stigla je u katedralu Presvete Trojice u Križevce, gdje je bila jedan dan, a kasnije je nastavila put u Rim kod pape Franje, gdje je bila izložena na blagdan sv. Petra i Pavla na papinoj misi u Bazilici sv. Petra u Vatikanu.

## Također pogledajte
- crkvena umjetnost u Hrvatskoj
- crkvena arhitektura u Hrvatskoj
- katoličanstvo u Hrvata
- križevačka konkatedrala

## Vanjske poveznice
|  | Zajednički poslužitelj ima još gradiva o temi Greek Catholic Cathedral in Križevci |